# 佳亭站
佳亭站（：／ Gajeong yeok */?）副站名樓苑城，是仁川地鐵2號線沿線的一座地下車站，位於韓國仁川廣域市西區佳亭洞。

## 車站結構
站體為2面2線側式月台的地下車站，候車月台設有月台幕門，目前設有2處出口。

### 月台配置
| 西區廳 ↑       |
| \| 上          |
| ↓ 佳亭中央市場 |

| 月台 | 路線               | 目的地                                                   |
| ---- | ------------------ | -------------------------------------------------------- |
| 上行 | ●仁川都市铁道2号线 | 西區廳、亞運會賽場、黔岩、黔丹梧柳方向                   |
| 下行 | ●仁川都市铁道2号线 | 佳亭中央市場、石南、朱安、南洞區廳、仁川大公園、雲宴方向 |

## 歷史
- 2016年7月30日：落成啟用[1]。

## 車站周邊
- 樓苑城（朝鲜语：루원시티）
- 仁川佳元初等學校
- 仁川佳峴初等學校
- 仁川佳峴中學
- 仁川新峴高校
- SK仁川石化公司（朝鲜语：SK인천석유화학）

## 相鄰車站
仁川交通公社
●仁川都市铁道2号线
西區廳（I210）－佳亭（I211）－佳亭中央市場（I212）